# Patologiczne powierzchniowe gromadzenie hemosyderyny w ośrodkowym układzie nerwowym
Patologiczne powierzchniowe gromadzenie hemosyderyny w ośrodkowym układzie nerwowym (ang. superficial siderosis of the central nervous system, SSCN) – rzadka choroba ośrodkowego układu nerwowego. Uważa się, że przyczyną są przewlekłe krwawienia podpajęczynówkowe. Schorzenie dotyczy powierzchni opony miękkiej i neuropilu. W przebiegu SSCN rozwija się zespół objawów, na który składają się głuchota odbiorcza, ataksja, objawy piramidowe, otępienie, zaburzenia czynności pęcherza moczowego, anosmia, anizokoria. Dawniej choroba rozpoznawana była wyłącznie w autopsji, od lat 90. możliwe jest również postawienie rozpoznania przyżyciowo przy pomocy tomografii komputerowej lub MRI. Leczenie jest przyczynowe i polega na rozpoznaniu i usunięciu źródła krwawień.